# George Charles Champion
George Charles Champion (29 de abril de 1851, Walworth, Londres – 8 de agosto de 1927, Londres) fue un entomólogo inglés especializado en el estudio de los escarabajos.

## Vida
Animado por J. Platt-Barret comenzó a coleccionar escarabajos a la edad de 16 años. Comenzando su labor de recolección en el este y sudeste de Inglaterra. Con el fin de dedicarse más a pleno a su actividad entomológica, un puesto como cobrador de Frederick DuCane Godman y Osbert Salvin para así tener contacto con el diseño de la enciclopedia Biologia Centrali-Americana.
Champion salió de Inglaterra en febrero de 1879 con destino a Guatemala, a donde llegó el 16 de marzo de ese año. Pasó los siguientes cuatro años viajando y recolectando insectos de manera intensiva. En ese tiempo publicó varios artículos para la revista Entomologist's Monthly Magazine. Regresó a Inglaterra en 1883 con la descripción y clasificación de 15 000 especies de insectos. A su regreso se dedicó a los negocios y volvió a trabajar para Godman y Salvin, ahora como secretario. A través de ellos publicó los 52 volúmenes de la Biologia Centrali-Americana. Champion también fue editor y escritor de la misma. Fue editor de la sección Coleoptera y autor de los volúmenes sobre Cassidinae, Curculionidae, Dascillidae, Elateridae y Heteromera. En este trabajo describió 4000 especies completamente nuevas para la ciencia.
A lo largo de su vida publicó 426 artículos, algunos en Annals and Magazine of Natural History, del cual fue editor. Gran parte de su trabajo fue con especies exóticas de coleópteros, pero también escribió artículos sobre otros taxones, principalmente de los escarabajos de Working, Surrey, donde vivía.
Desde 1871 fue miembro de la Real Sociedad Entomológica de Londres e integrante del Consejo entre 1875 y 1877. Fue nombrado bibliotecario de 1891 a 1920 y vicepresidente en 1925. También perteneció a la Sociedad Linneana de Londres y la Sociedad Zoológica de Londres.

## Su colección
Su colección personal contiene más de 150 000 especímenes y actualmente se encuentra en el Museo de Historia Natural de Londres.